# Thalassotitan atrox
Thalassotitan atrox is een lid van de Mosasauridae dat tijdens het late Krijt leefde in het gebied van het huidige Marokko. Het is een soort van Thalassotitan.

## Vondst en naamgeving
In 1952 meldde Camille Arambourg mosasauride tanden uit de fosfaathoudende lagen van Marokko, het Oulad Abdoun Bassin, die hij toewees aan een Mosasaurus (Leiodon) cf. anceps. Daarvan wordt tegenwoordig begrepen dat ze gedeeltelijk afkomstig waren van Eremiasaurus en wat de grote tanden betreft van een soort verwant aan Prognathodon. In het begin van de eenentwintigste eeuw werden van die laatste vorm tamelijk complete fossielen gevonden door het Museum d'Histoire Naturelle de Marrakech en de Office Cherifien des Phosphates. Die werden in Parijs geprepareerd door Jean-Michel Pacaud en Batzle Dimet. Men kwam tot de conclusie dat die tot een aparte soort behoorden. Besloten werd die niet in het overladen geslacht Prognathodon te plaatsen dat hoe dan ook reeds parafyletisch was. Van een volledige revisie van dat geslacht werd echter afgezien.

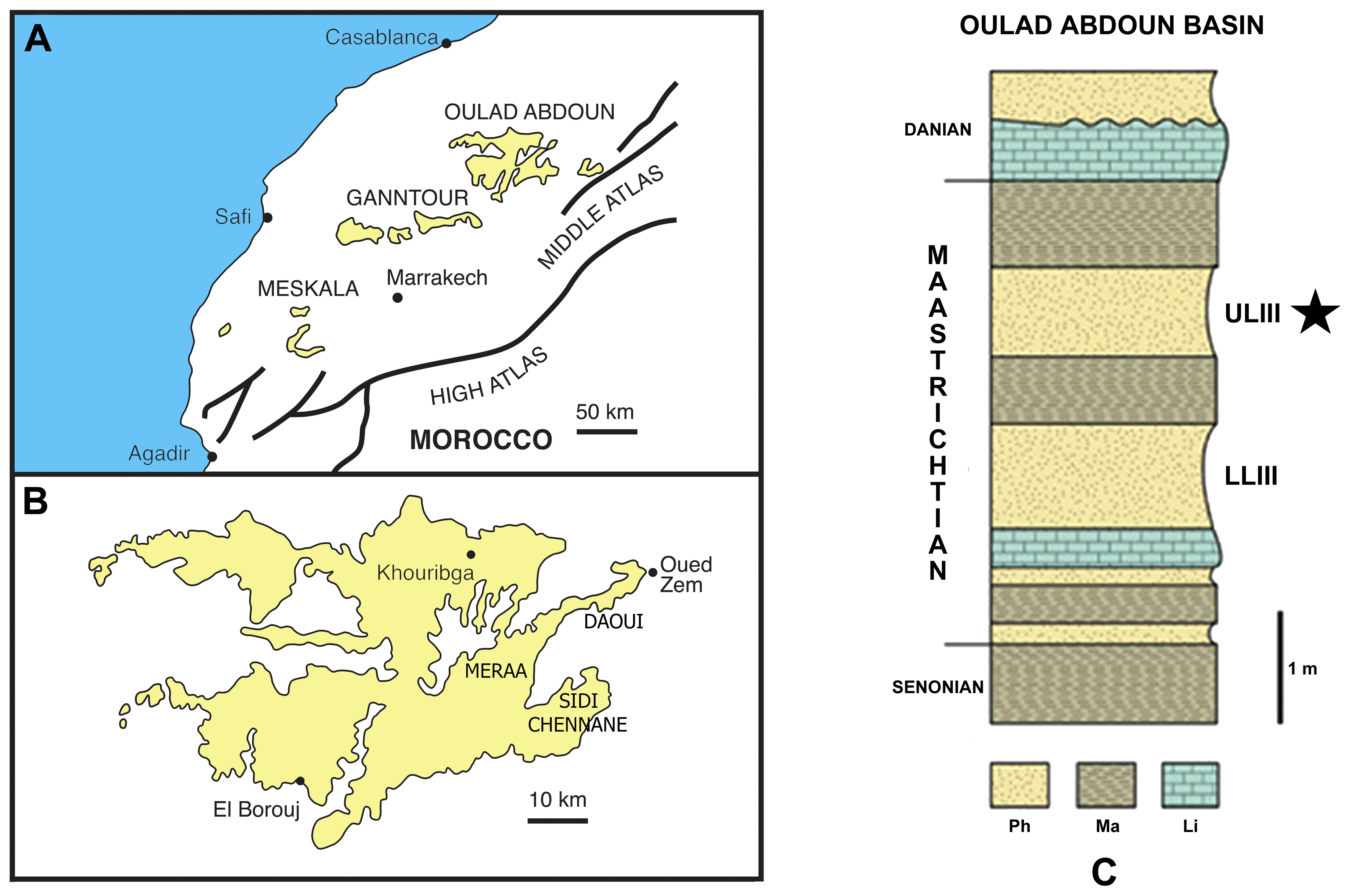
Het vondstgebied

In 2022 benoemden en beschreven Nicholas Longrich, Nour-Eddine Jalil, Fatima Khaldoune, Oussama Khadiri, Yazami, Xabier Pereda-Suberbiola en Nathalie Bardet de typesoort Thalassotitan atrox. De geslachtsnaam is een combinatie van het Grieks thalassa, "zee', en titan, "titaan", een verwijzing naar de grote omvang. De soortaanduiding betekent "wreed" in het Latijn.
Er werd geen holotype aangewezen, maar twee syntypen. Specimen MNHM.KH.231 bestaat uit een schedel, een paar onderkaken, wervels van de nek en de rug en ribben. Specimen OCPDEK-GE417 bestaat uit schedel en onderkaken, wervels van nek en rug, ribben, de schoudergordel en een voorvin.
Een groot aantal specimina is toegewezen. OCPDEK-GE109 bestaat uit delen van de schedel, de onderkaken, wervels van de nek en rug en ribben. OCPDEK-GE10 bestaat uit bovenkaaksbeenderen, dentaria en ruggenwervels. OCPDEK-GE497 bestaat uit een schedel, delen van de onderkaken en delen van de ledematen. MNHM.KH.324 is een schedel met onderkaken. MNHM.KH.1047 omvat een voorhoofdsbeen, een rechterbovenkaaksbeen en een rib. MNHM.KH.326 is een bovenkaaksbeen en dentarium. MNHM.KH.396 is een rechterbovenkaaksbeen. MNHM.KH.325 is een rechterdentarium. MHNM.KH.330 is een linkerdentarium. MHNM.KH.1253 is een rechterdentarium. MHNM.KH.1051 bestaat uit ruggenwervels met ribben. OCPDEK-GE90 is een schedel met onderkaken en halswervels. OCP DEK-GE 98 bestaat uit stukken kaak. Daarmee is het grootste deel van de voorkant van het skelet bekend. Over het bekken en de staart ontbreken veel gegevens.
Al deze fossielen zijn gevonden in de bovenste Couche III van de fosfaatlagen, zeeafzettingen die dateren uit het laatste Maastrichtien, zesenzestig miljoen jaar oud en vlak voor de katastrofe van Krijt-Paleogeengrens. Daarmee was Thalassotitan een van de laatste mosasauriden. De fosfaatlagen leveren veel fossielen op omdat ze zelf voor een groot deel zijn opgebouwd uit botten, tanden, schubben en coprolieten.
Daarnaast zijn er op veel plaatsen in de wereld tanden gevonden die lijken op die van Thalassotitan: Afrika, Europa, het Midden-Oosten en Brazilië. Het is echter lastig hun identiteit te bewijzen.

## Beschrijving
De schedel van Thalassotitan lijkt een lengte te hebben bereikt van anderhalve meter. Bij een lichaamsbouw als Prognathodon wijst dat op een totale lengte van negen à tien meter. Sommige langgerekte mosasauriden hebben tienmaal de schedellengte.